# دوروثي سيفيرين
دوروثي سيفيرين (بالإنجليزية: Dorothy Severin)‏ هي مختصة في الدراسات الهسبانية ‏ أمريكية، ولدت في 24 مارس 1942 في الولايات المتحدة.